# Doronicum bauhini
Doronicum bauhini là một loài thực vật có hoa trong họ Cúc. Loài này được Saut. ex Rchb. mô tả khoa học đầu tiên năm 1831.